# Tetragnatha fragilis
Tetragnatha fragilis este o specie de păianjeni din genul Tetragnatha, familia Tetragnathidae, descrisă de Chickering, 1957.
Este endemică în Panama. Conform Catalogue of Life specia Tetragnatha fragilis nu are subspecii cunoscute.